# Вознесенская церковь (Стрелка)
Церковь в честь Вознесения Христова — православный храм в селе Стрелка Вадского района Нижегородской области. Относится к Лысковской епархии Русской православной церкви.

## История
Каменная церковь построена в 1824 году и расположена у въезда в село. Действовала до 1930 года. Затем колокола были отправлены на переплавку, а из храма сделано зернохранилище. В 1990-х годах разрушенный в 1962 году храм был возвращён Нижегородской епархии.

## Престолы
- главный — в честь Вознесения Господня,
- правый — в честь Покрова Божией Матери,
- левый — в честь святых Косьмы и Дамиана.[1]

## Современное состояние
В 2007 году по благословению благочинного Арзамасского округа протоиерея Александра Долбунова начались работы по восстановлению храма. Работниками НИП «Этнос» были проведены необходимые замеры и подготовлена проектная документация для реставрационных работ.
Для начала строительных работ требовались значительные средства.
В связи с этим рядом с разрушенным храмом начато строительство деревянной часовни в честь Пресвятой Живоначальной Троицы. С благословения благочинного Арзамасского района иерея Димитрия Ивина осенью 2008 года на месте будущего строительства часовни был отслужен молебен и началось строительство фундамента, но из-за нехватки средств строительство вновь было приостановлено.
В 2009 году катехизатором Собора святого благоверного князя Александра Невского Мариной Тунаковой был организован сбор средств. Основною часть пожертвований составили средства прихожан собора.
В декабре 2009 года велась кладка цоколя и был привезён лес. К апрелю 2010 года был завершён фундамент и возведены бревенчатые стены. Размеры строящейся часовни — около 12х12 метров.
В феврале 2009 году приход собора святого Александра Невского передал в библиотеку села около трёхсот книг о православии. Пастырское попечение о приходе несёт настоятель храма в честь Покрова Пресвятой Богородицы иерей Александр Бухвостов.